# Parafia św. Michała Archanioła w Lublinie
Parafia Świętego Michała Archanioła w Lublinie – parafia rzymskokatolicka w Lublinie, należąca do archidiecezji lubelskiej i Dekanatu Lublin–Śródmieście. Została erygowana 28 listopada 1921. Kościół parafialny wybudowany w latach 1921–1923. Mieści się przy ulicy Fabrycznej. Do 2005 roku na wieży kościoła zamontowana była neonowa iluminacja z napisem „AVE”.

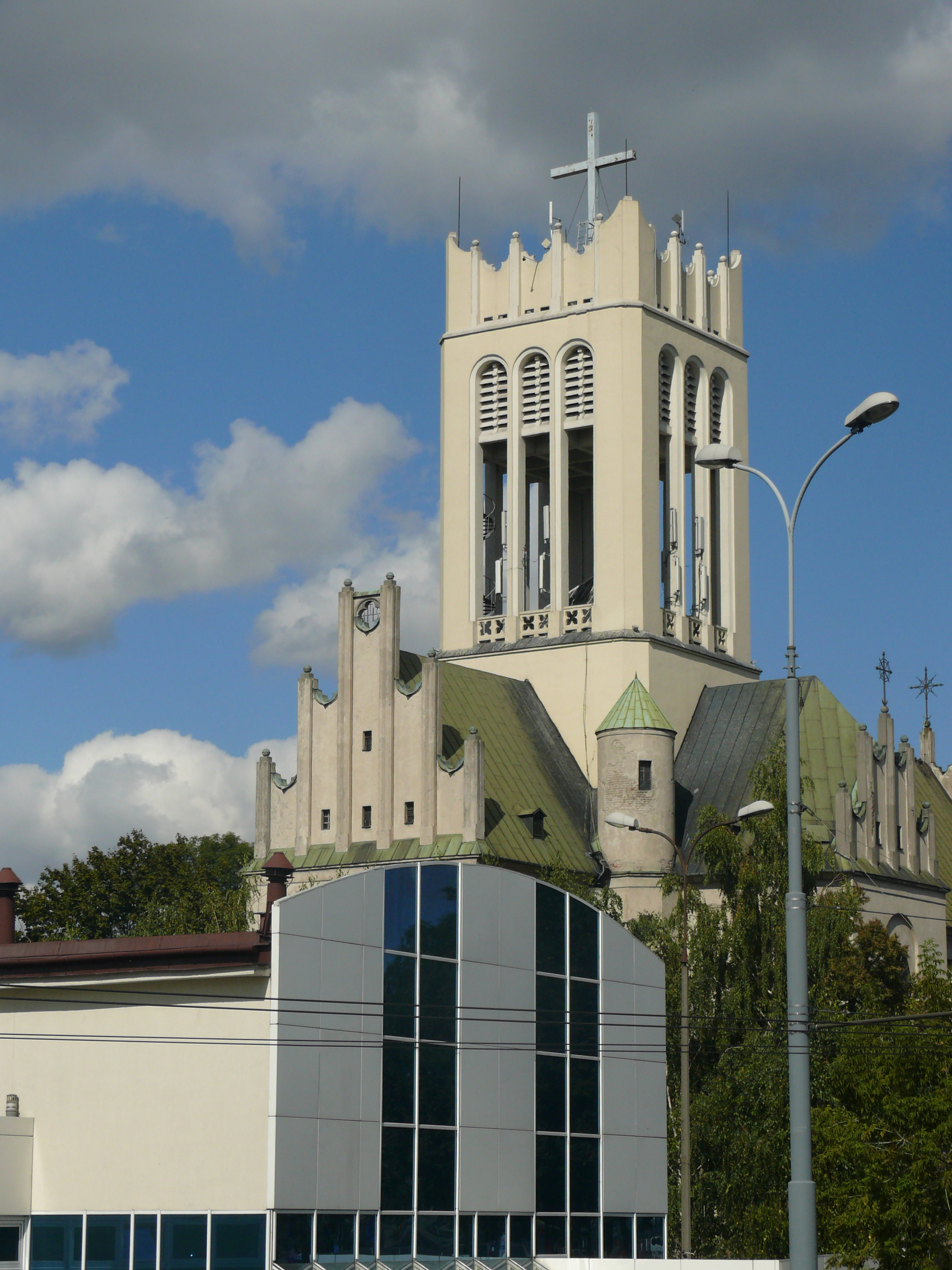
widok kościoła od ul. Wolskiej